# Ögonskaft
| Ögonskaft |
| --- |
| Lungsnäckor har vanligtvis två par tentakler på huvudet. Det övre paret har ett öga i ytterändan, medan det undre används för att lukta med. - Betydelse – djurtentakel försett med öga - Syfte – öka ögats synfält - Förekomst – bl.a. hos snäckor och kräftdjur - Olika ord – ögonstjälk, ommatofor |

Ett ögonskaft eller ögonstjälk (ibland: ommatofor; engelska: ommatophore) är rent anatomiskt ett utskott på en djurkropp, med ett öga på sin spets. Detta underlättar djurets visuella överblick över omgivningen. Ögonskaft är vanligt förekommande i naturen och förekommer även som inslag i olika fiktiva berättelser.

## I naturen
Ögonskaft är en särskild form av tentakel och andra former av tentakler kan inkludera luktorgan i dess ända. Bland djur som ofta är försedda med doft- eller ljuskänsliga tentakler finns sniglar och snäckor, överfamiljen Asaphida bland trilobiter samt skaftögonflugor (familjen Diopsidae). Hos sniglar och snäckor växer dessa tentakler ut igen om de blir allvarligt skadade, och hos några arter kan de dras in i kroppen.
Även många kräftdjur har ögonskaft. Där är skaften uppdelade i två segment.

## Ögon på skaft
Att ha ögonen på skaft är ett svenskt idiomatiskt uttryck som beskriver någon eller något som är uppmärksam.

## Galleri

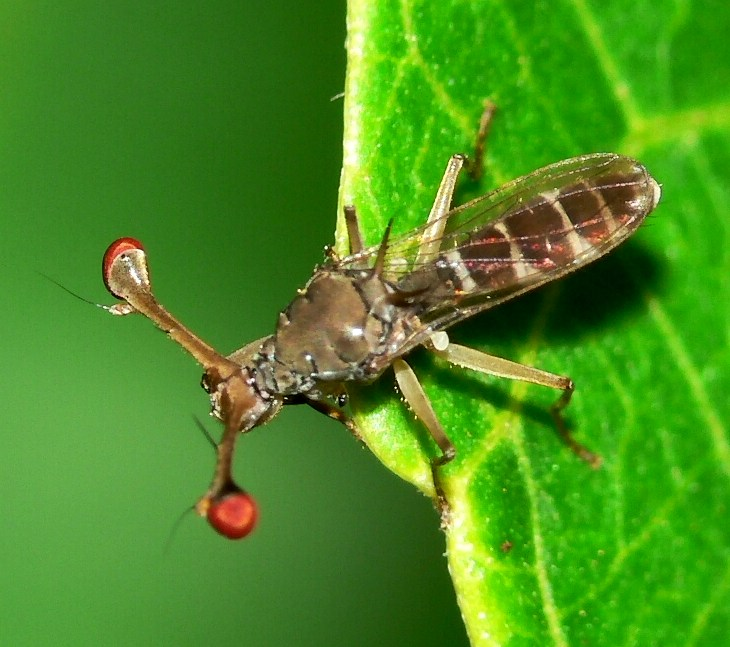
En skaftögonfluga.
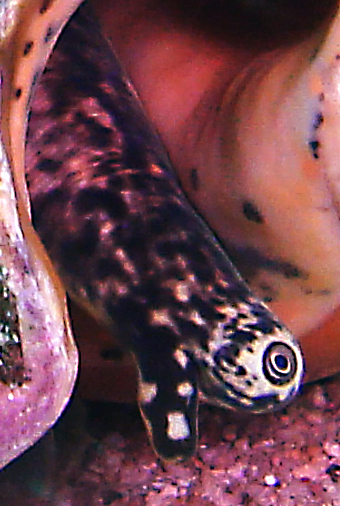
Välutvecklat öga hos snäckan Strombus gigas på ett ögonskaft.
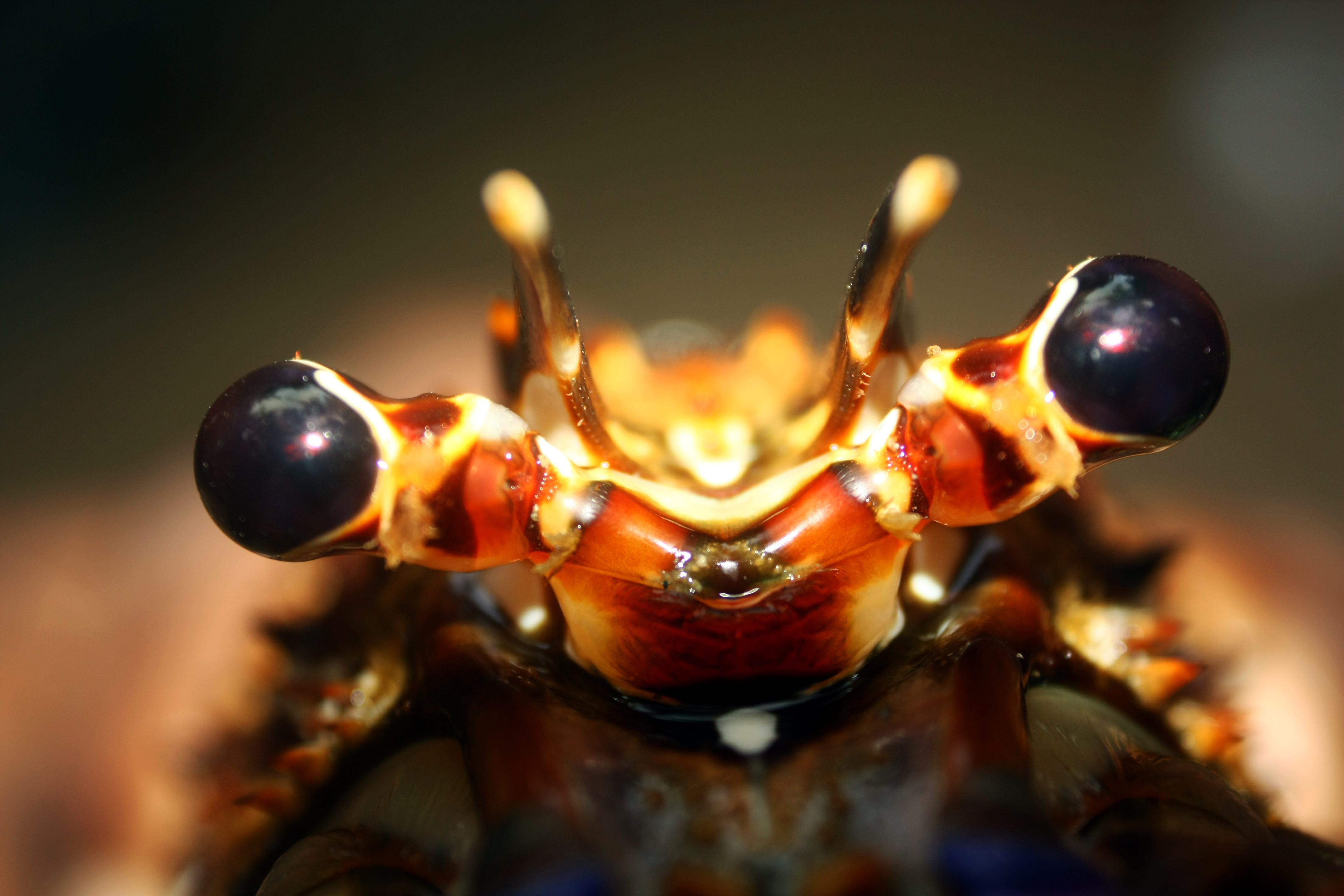
Ögonskaft hos en hummer.